# Mathieu Sapin
Pour les articles homonymes, voir Sapin (homonymie).
Mathieu Sapin, né le 7 octobre 1974 à Dijon, est un auteur-dessinateur  français de bande dessinée.
Il est également réalisateur de Le Poulain, avec Alexandra Lamy et Finnegan Oldfield.

## Biographie

### Débuts dans la littérature jeunesse (années 1990)
Il est le fils d'un archéologue devenu professeur d'histoire de l'art et d'une bibliothécaire,.
Mathieu Sapin suit l'École supérieure des arts décoratifs de Strasbourg, section illustration en 1992. De 1996 à 1998, il illustre 8 mensuels jeunesse Je bouquine, et travaille également au musée de la BD d'Angoulême.
Il dessine pour la jeunesse en travaillant pour Bayard, Nathan et Bréal. 
Pour le public adulte, il dessine régulièrement dans le magazine Psikopat.

### Révélation critique (années 2000)

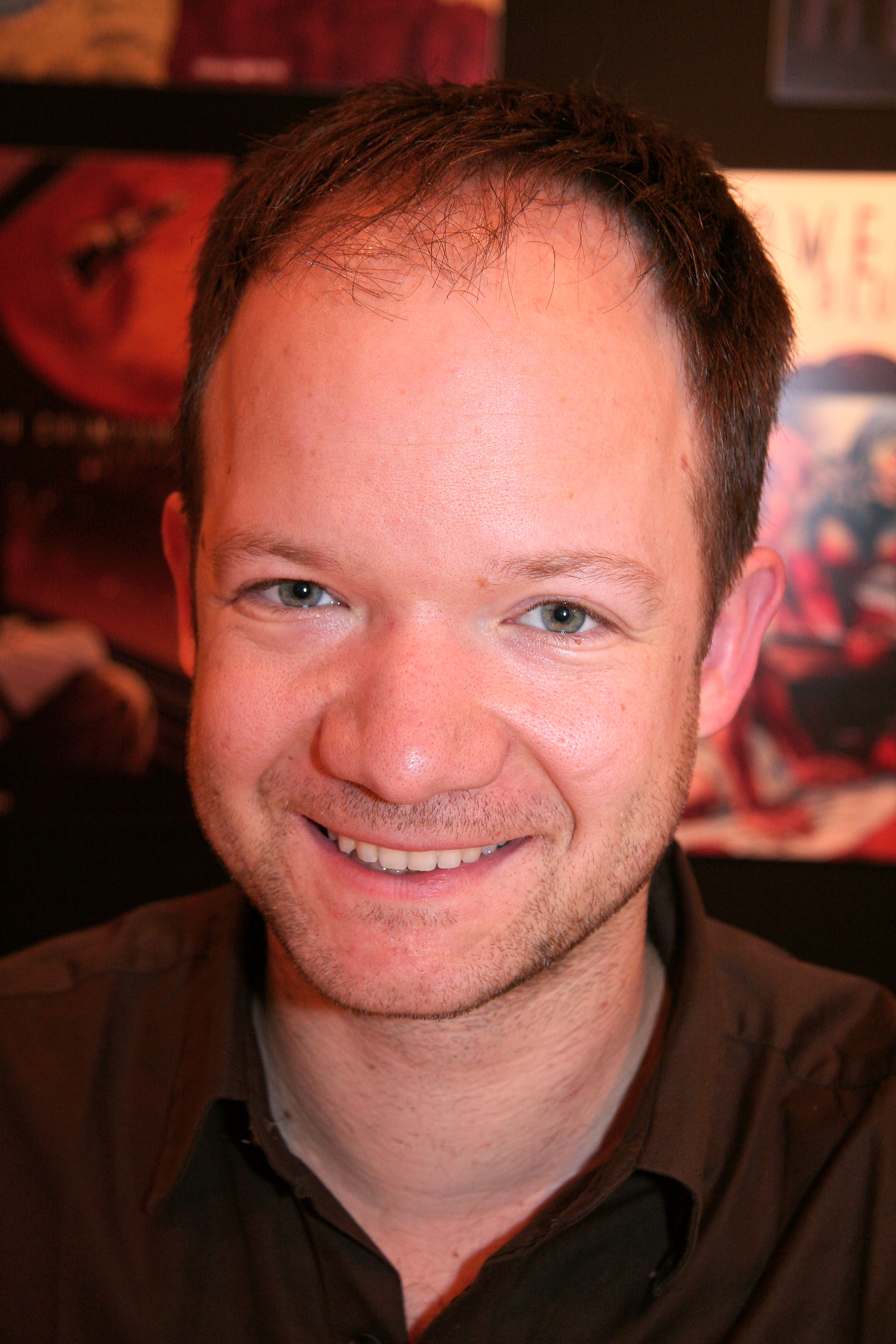
L'auteur en dédicace au Salon du Livre de Paris 2008.

Son premier album de bande dessinée paraît en 2000 : L'oreille gauche est un one-shot dramatique en noir et blanc aux éditions Le Cycliste. Mais c'est deux ans plus tard qu'il se fait connaître grâce à son deuxième album, le premier tome de Supermurgeman, série parodique des superhéros, publiée dans la collection « Poisson Pilote » chez Dargaud. C'est dans ce laboratoire pour jeunes talents de la bande dessinée francophone qu'il fait connaître son super héros habillé de son slip rouge et armé de sa Supermurgebière.
En 2004, il signe le premier tome de la série Salade de fruits, aux éditions Requins Marteaux. Le second tome, sorti en 2007 est en sélection officielle du Festival d'Angoulême 2009.
En 2006, il s'associe à Riad Sattouf pour livrer Laura & Patrick, chez l'éditeur Lito, qui imagine la vie d'un naufragé sur une île. En 2007, il surprend[non neutre] en scénarisant les deux tomes Megaron, série d'héroic-fantasy comique, dessinée par Patrick Pion. Deux albums sont publiés par Dargaud. En 2009, la collection « Poisson Pilote » l'accueille pour l'unique album de Francis Blatte.
Il reste aussi fidèle au monde de l'enfance en signant L'archéologie, c'est nul (2004), aux éditions Bréal ; pour la collection jeunesse Shampoing, chez l'éditeur Delcourt, il signe trois albums de la série La Fille du savant fou, de 2006 à 2008. Le dernier tome lui vaut le Prix Tam-Tam 2010 ; pour Gallimard, il signe Une Fantaisie du Docteur Ox.
Finalement, c'est chez Dargaud qu'il va lancer une série à succès pour les petits en 2007 : Sardine de l'espace. Quatorze tomes sortiront jusqu'en 2014.
Parallèlement à cette production déjà abondante, il publie chez l'Association une série pseudo autobiographique, Le Journal de la Jungle, où il se met en scène, et ce de 2006 à 2009.

### Auteur de BD à succès (2010-2015)

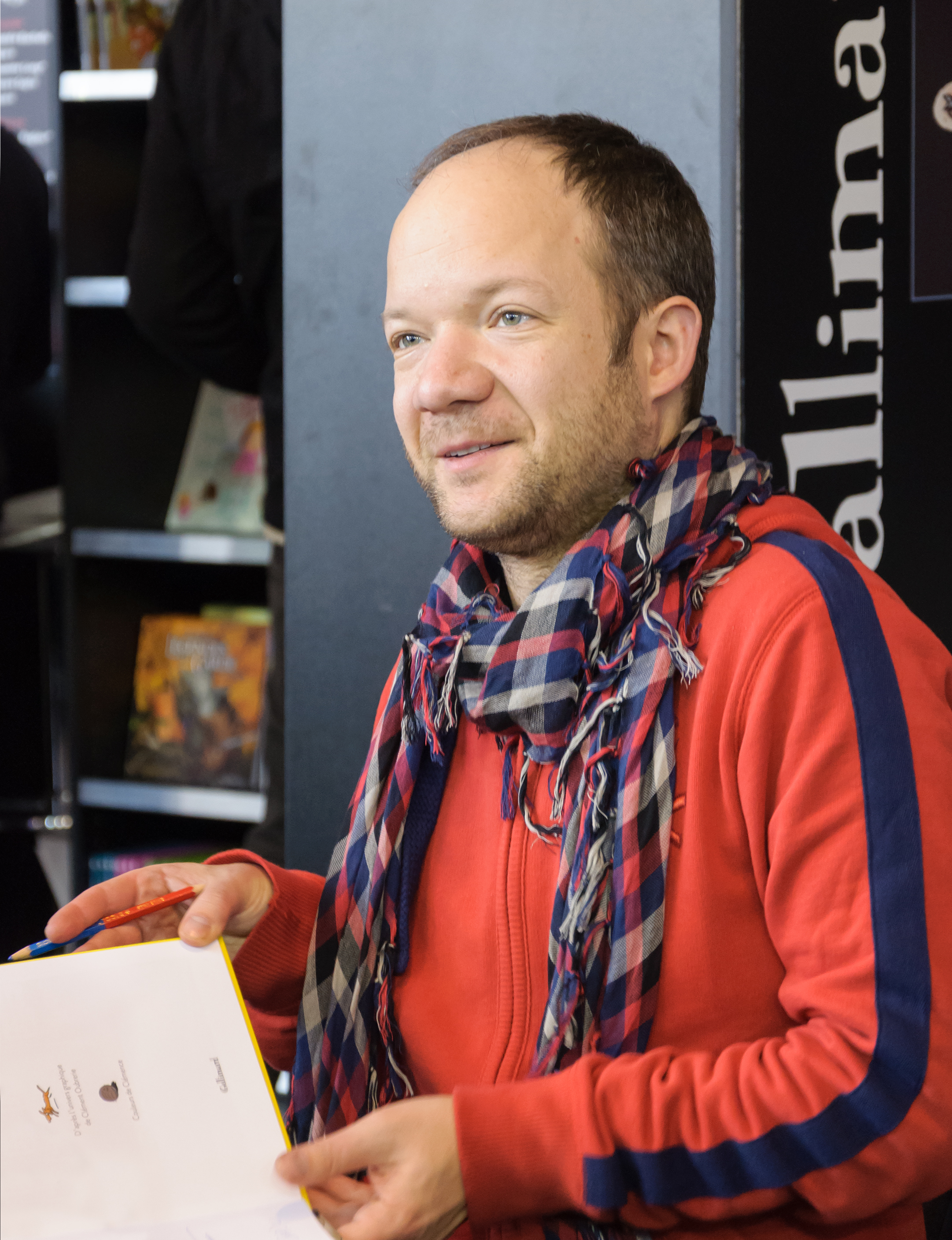
L'auteur en dédicace au festival d'Angoulême 2013.

En 2010, il lance, sur un scénario de Marguerite Abouet, Akissi, une seconde série jeunesse à succès, cette fois chez Gallimard. Le premier album qui inaugure les aventures d'une petite africaine est en Sélection Jeunesse du Festival d'Angoulême 2011.
La même année, il signe chez Delcourt Feuille de Chou : journal d'un tournage. Cet album suit les coulisses de Gainsbourg, vie héroïque, premier long-métrage de son confrère et ami Joann Sfar. Cette idée de making-of en BD lui a été suggérée par Lewis Trondheim. Cet essai l'encourage à signer deux autres tomes : la suite Journal d'un après-tournage (2010), puis Journal d'un Journal (2011), tiré de son expérience en immersion durant six mois dans les coulisses du journal Libération.
En 2011, toujours chez Delcourt, il se met en scène dans le one-shot Chocolat Kosovar. Mais c'est l'année suivante qu'il confirme cette veine semi-journalistique entamée avec Feuille de Chou : il publie Campagne présidentielle, dans laquelle il raconte la campagne de François Hollande à la suite de son investiture aux primaires socialistes.
Parallèlement, il signe les scénarios des deux tomes de Paulette Comète (2010-2012), série d'aventures humoristiques d'une justicière, dessinée par Christian Rossi et publiée par Poisson Pilote. Et pour Gallimard, il signe une adaptation des Malheurs de Sophie (2011), le classique de la Comtesse de Ségur, puis dessine Kräkændraggon (2014), one-shot écrit par Lewis Trondheim, imaginant un monde où les manuels scolaires sont remplacés par des jeux.
Un an après Campagne Présidentielle, Mathieu Sapin obtient une accréditation à l'Élysée pour dessiner les coulisses du palais présidentiel. De juillet 2013 à juillet 2014, il passe donc régulièrement dans les services de l'Élysée pour l'album Le Château. Ce livre se termine sur quelques pages en épilogue à la suite des attentats de janvier 2015.

### Diversification (depuis 2016)

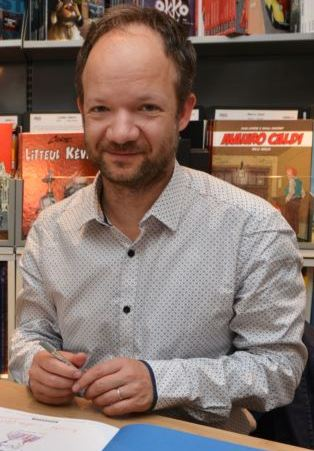
En dédicace dans une librairie parisienne, en juin 2015.

Il prend publiquement la défense du bilan de François Hollande en novembre 2016 dans une tribune signée par plusieurs personnalités françaises contre le « Hollande-bashing ».
En 2016, il est nommé Chevalier des arts et des lettres. La même année, il revient à la fiction de genre avec le dessinateur Patrick Pion en signant pour Rue de Sèvres Les Rêves dans la Maison de Sorcières, adapté de l'œuvre de Lovecraft.
En septembre 2012, dans le cadre d'un documentaire, il accompagne Gérard Depardieu en Azerbaïdjan afin de reproduire le périple d'Alexandre Dumas raconté dans Voyage au Caucase. Le documentaire, intitulé Retour en Caucase, est diffusé en mai 2014 sur Arte. Sapin en tire un album de bande dessinée sorti en 2017 par Dargaud, intitulé : Gérard, cinq années dans les pattes de Depardieu : depuis son voyage en Azerbaïdjan en 2012 pour accompagner Gérard Depardieu, il continue à le suivre pour ce projet de BD, chez l'acteur à Paris, ou dans ses divers voyages, en Russie, en Espagne ou au Portugal.
La même année, l'auteur est lui-même le personnage principal du film documentaire Macadam Popcorn de Jean-Pierre Pozzi, road-movie autour des salles de cinéma d'Art et essai, sorti en France en juin 2017.
En 2018, le Festival de la bande dessinée de Bastia consacre une rétrospective aux œuvres de l'auteur.
La même année, il sort son premier long-métrage de cinéma en tant que scénariste-réalisateur : Le Poulain permet à l'auteur de capitaliser sur son expérience dans les coulisses de la politique et des médias français, en racontant la relation entre la directrice de communication  d'un candidat à des présidentielles, incarnée par Alexandra Lamy, et son jeune assistant, joué par Finnegan Oldfield.

## Œuvres

### Bandes dessinées
- Une fantaisie du docteur Ox, Gallimard, Paris, 2007
Scénario : Jules Verne - Dessin : Mathieu Sapin

- L'Archéologie c'est nul, Bréal, Paris
Scénario et dessin : Mathieu Sapin
- L'oreille gauche, Le Cycliste, Paris, 2000
Scénario et dessin : Mathieu Sapin

- Les Aventures de Francis Blatte, Dargaud (série en cours)
  - tome 1, Le Chant du Rastaman, 2009

- Feuille de chou (journal d'un tournage), collection Shampooing, Delcourt, 2010
- Feuille de chou (journal d'un après-tournage), collection Shampooing, Delcourt, 2010

- Feuille de chou - Journal d'un journal (les coulisses du journal Libération en 2011), collection Shampooing, Delcourt, Paris, 2011
Scénario, dessin et couleurs : Mathieu Sapin -  (ISBN 978-2756027364)

- Campagne présidentielle, Dargaud, Paris, 2012
Scénario et dessin : Mathieu Sapin - Couleurs : Clémence Sapin -  (ISBN 978-2205-07044-6)

- Les Malheurs de Sophie, Gallimard, collection Fétiche, 2013
Scénario et dessin : Mathieu Sapin - Paris

- Le Château - Une année dans les coulisses de l'Élysée, Dargaud, Paris, 2015
Scénario et dessin : Mathieu Sapin - Couleurs : Clémence Sapin -  (ISBN 978-2205-07291-4)

- Les Rêves dans la maison de la sorcière, dessin de Patrick Pion, scénario de Mathieu Sapin d'après une nouvelle de Howard Phillips Lovecraft, Rue de Sèvres, 2016
- Gérard, cinq années dans les pattes de Depardieu[7], Dargaud, 2017

- Comédie française : Voyages dans l'antichambre du pouvoir, Dargaud, Paris, 2020
Scénario et dessin : Mathieu Sapin

- Le Ministère secret, scénario de Joann Sfar, couleurs de Walter, Dupuis :
  1. Héros de la République, mars 2021
  2. Trembler en France, novembre 2021
  3. Le sphincter de Moscou, novembre 2022

### Roman graphique
- Gainsbourg :Journal d'un tournage, Delcourt, 512p.  (ISBN 9782413025016), 2021
- Douze voyages présidentiels, Zadig, 144p.  (ISBN 9782490941360), 2022

Collectifs
- Tranches Napolitaines (Collectif)[10], Dargaud, Paris, 2010
Scénario et dessin : Mathieu Sapin, Anne Simon, Alfred, Bastien Vivès
- Participation à Comicscope de David Rault, l'Apocalypse, 2013.
- Carnets de Campagne (avec Kokopello, Morgan Navarro, Dorothée de Monfreid, Louison et Lara), coédition Dargaud / Éditions du Seuil, 2022, 240 p.

### Bandes dessinées jeunesse
- Le chantier (Cite Des Sciences Et De L'industrie), Nathan, Paris, 2002
Scénario et dessin : Mathieu Sapin
- La Peur au bout de la laisse, texte de Gudule, Nathan, coll. « L'énigme des vacances », 2003 ; et rééd.  (ISBN 9782091844046)[11]
- La guerre des cadeaux, Tourbillon, Paris, 2003
Scénario : Fanny Joly - Dessin : Mathieu Sapin
- Graines de pouets, Tourbillon, Paris, 2003
Scénario : Fanny Joly - Dessin : Mathieu Sapin
- Téo comme trois pommes, Tourbillon, Paris, 2003
Scénario : Fanny Joly - Dessin : Mathieu Sapin
- Téo et le croqueur de cafards, Tourbillon, Paris, 2003
Scénario : Fanny Joly - Dessin : Mathieu Sapin
- L'archéologie, c'est nul !, Breal Jeunesse, Paris, 2004
Scénario et dessin : Mathieu Sapin
- Aromates et sortilèges, Lito collection Moi, j'aime les romans, Champigny-sur-Marne, 2004
Scénario : Claudine Aubrun - Dessin : Mathieu Sapin
- Bas les pattes, Pirate !, Nathan, Paris, 2006
Scénario : Mimy Doinet - Dessin : Mathieu Sapin
- Akissi, Gallimard, Paris, 2010-
Scénario : Marguerite Abouet - Dessin : Mathieu Sapin Série, 10 tomes.

## Documentaire
- 2017 : Macadam Popcorn de Jean-Pierre Pozzi, documentaire autour de Mathieu Sapin.
- 2022 : La Disparition ? de Jean-Pierre Pozzi, documentaire.

## Prix et distinctions

### Distinctions
- 2009 : Sélection officielle du Festival d'Angoulême 2009 pour le deuxième tome de sa série Salade de fluits.
- 2010 : Prix Tam-Tam pour La Fille du savant fou, tome 3 : L’Équation inconnue
- 2011 : Sélection Jeunesse du  Festival d'Angoulême 2011 pour  Akissi, tome 1 : Attaque de chats, sur un scénario de Marguerite Abouet.
- 2019 : Prix Peng ! de la meilleure bande dessinée européenne pour Gérard, cinq années dans les pattes de Depardieu
- 2020 :  « Mention » au Prix BolognaRagazzi, catégorie Comics - Middle Grade[12], Foire du livre de jeunesse de Bologne  pour Akissi, tome 9 : Aller-Retour, sur un scénario de Marguerite Abouet

### Décoration
- Chevalier de l'ordre des Arts et des Lettres (2016)[5]